# Альбачини, Карло
Карло Альбачини (итал. Carlo Albacini, 1734, Рим — 1813, Рим) — итальянский скульптор и реставратор произведений античной скульптуры.
Ученик и последователь Бартоломео Кавачеппи, известного римского скульптора и реставратора. В 1783 году Альбачини был принят в члены Академии Святого Луки. В 1786—1800 годах реставрировал многие античные статуи из коллекции семьи Фарнезе, которые затем были перевезены из Рима в Неаполь и составили впоследствии основу Национального археологического музея.
В знаменитой статуе «Венера Каллипига» из собрания герцогов пармских Фарнезе, хранящейся ныне в музее Неаполя, голова, открытая правая грудь, левая рука и правая нога ниже колена — реставрации Альбачини 1780-х годов. Парная скульптура «Тираноубийцы» (Гармодий и Аристогитон, также из собрания Фарнезе) были восстановлены К. Альбачини в образе римских гладиаторов. Стилизованная под античность скульптурная группа Кастора и Поллукса его работы ныне хранится в петербургском Эрмитаже. «Флора» с виллы Адриана в Тиволи — в Капитолийском музее.
Для королевского двора Неаполя Карло Альбачини выполнял многие заказы. Он работал для российской императрицы Екатерины II. Альбачини создал её портретную статую в полный рост, отправленную вместе с другими работами к русскому двору в Санкт-Петербург. По заказу императрицы он выполнил надгробие живописца А. Р. Менгса в римской церкви Санти-Микеле-э-Маньо (1780).
Альбачини работал для английского антиквара Томаса Дженкинса, главным клиентом которого был  Чарльз Таунли, коллекция которого теперь хранится в Британском музее в Лондоне. Таунли познакомил Альбачини с коллекционером античной скульптуры Генри Бланделлом. В 1776 году Бланделл, убеждённый в том, что прекрасная современная реплика лучше посредственного античного оригинала, заказал у Альбачини копию колоссальной мраморной головы Луция Вера. Когда молодой скульптор Антонио Канова посетил мастерские Кавачеппи и Альбачини, он пришёл в полный восторг.
Альбачини составил каталог большой коллекции античной скульптуры, собранной Б. Кавачеппи, он сам собрал коллекцию слепков греко-римских портретные бюстов, позднее распроданную. Отдельные произведения из этой коллекции можно увидеть в Капитолийском музее, музеях Ватикана, в Неаполе, в Прадо и Аранхуэсе. В Национальной галерее Шотландии находится собрание гипсовых слепков, приобретённых у сына Альбачини в 1838 году.
Его сын, также Карло Альбачини (1777—1858), был скульптором.